# 밀양 운주암 칠성탱
밀양 운주암 칠성탱(密陽 雲住庵 七星幀)은 대한민국 경상남도 밀양시 청도면, 운주암에 있는 조선시대의 칠성도이다. 2008년 5월 22일 경상남도의 문화재자료 제449호로 지정되었다.

## 개요
이 칠성탱의 背面은 배접지로 마감한 후 朱砂로 다라니를 적어두고 있는데 그 동안 관리 소홀로 인해 배접지가 좀의 의한 일부분의 결락과 함께 내부가 완전히 드러나 있기도 하다. 따라서 조사 중 그 속에 복장되었던 腹藏物을 확인할 수 있었다. 복장물 중 紺色 물을 들인 한지 願文 또한 발견되었는데 이 원문에는 緣化秩과 함께 丙申八月日에 조성 봉안하였음을 적어두고 있다. 원문에 표기된 丙申年은 이 칠성탱 양식상 19세기 불화 양식을 보여주고 있으므로 1836년과 1896년에 해당된다. 더욱이 원문 속의 金魚 震徹은 19세기말 경기도에서 활동하다 경상도로 옮겨 직지사, 통도사, 은해사, 해인사 등의 불화 제작에 관여한 화사이기도 하다. 또한 진철과 함께 참여한 금어들인 봉화, 인순 등은 통도사 翠雲庵 지장시왕탱에도 등장하고 있다. 취운암 지장시왕탱은 1896년에 제작된 탱화이며 2005년 1월 13일 문화재자료 제364호 지정된 바 있다. 따라서 이 칠성탱 역시 1896년에 취운암에서 제작된 탱화로 추정되며 19세기말 불화로서의 자료적인 가치를 지니고 있다.

## 참고 자료
- 밀양운주암칠성탱 - 국가유산청 국가유산포털